# Go-Sanjō
Go-Sanjō (後三条天皇, Go-Sanjō-tennō; 3 settembre 1034 – 15 giugno 1073) è stato il 71º imperatore del Giappone secondo il tradizionale ordine di successione.

## Biografia
Il suo regno ebbe inizio nel 1068 e terminò nel 1073. Il suo nome personale era Takahito-shinnō (尊仁親王?, Takahito-shinnō).
Era il secondo figlio dell'imperatore Go-Suzaku, sua madre era l'imperatrice Sadako. (禎子内親王)
Ebbe diversi figli fra cui:
- 1050-1131  Toshiko (聡子内親王)
- 1053-1129 Sadahito (貞仁親王) (poi diventato l'impetatore Shirakawa)
- 1056-1132  Toshiko (俊子内親王) -
- 1057-1130  Kako (佳子内親王)
- 1060-1114 Tokushi (篤子内親王), poi compagna dell'imperatore Horikawa
- 1071-1185 Sanehito (実仁親王)
- 1073-1119  Sukehito (輔仁親王)

Alla sua morte il corpo venne seppellito nel Yensō-ji no Misasagi, città di Kyoto.